# Прієдор (громада)
Прієдор (серб. Општина Приједор, Град Приједор) — боснійська громада, розташована в регіоні Прієдор Республіки Сербської. Адміністративним центром є місто Прієдор.